# Óscar Esteban Granados
Óscar Esteban Granados Maroto (Quircot, Cartago, Costa Rica, 25 de octubre de 1985) es un exfutbolista costarricense que jugó como mediocentro defensivo, es el tercer jugador que ha ganado más títulos con el Club Sport Herediano.

## Trayectoria

### C. S. Cartaginés
Óscar Esteban debutó con el Cartaginés el 28 de marzo de 2004, en el partido que enfrentó a Alajuelense en el Estadio Morera Soto, donde fue titular por 72 minutos y salió de cambio por Roy Miller. Marcó su primer gol en la máxima categoría el 18 de abril, en la goleada por 5-0 sobre San Carlos.
El 25 de mayo de 2011, Granados quedó fuera del Cartaginés luego de que el equipo planteara rebajarle el salario a la mitad, propuesta que el jugador no aceptó calificándola como irrespetuosa. Se marchó del club con 188 apariciones en las que marcó 9 goles.

### Orión F. C.
El 8 de junio de 2011, Esteban fue presentado en Orión como nuevo refuerzo del equipo, que recién se incorporaba a la Primera División. El jugador firmó por un año y su presentación se dio en el Estadio "Cuty" Monge, junto a los otros fichajes Jaime Valderramos, Enar Bolaños, Eder Pérez y Mauricio Montero. Debutó el 31 de julio, en el inicio del Campeonato de Invierno en la victoria por 1-0 sobre Limón. En este torneo alcanzó 15 partidos disputados y convirtió un tanto.

### C. S. Herediano
El 27 de diciembre de 2011, se hace oficial el fichaje de Granados al Herediano, donde ese mismo día fue presentado a los medios con Fernando Valverde, Ismael Gómez y Waylon Francis.
Se estrenó con la camiseta rojiamarilla el 15 de enero de 2012, en la jornada inaugural del Campeonato de Verano donde enfrentó al Santos de Guápiles, jugando 45 minutos en la derrota de 1-0. El 19 de mayo ganó la serie final sobre el Santos de Guápiles para lograr el título.
El 25 de mayo de 2013, alcanzó su segundo título en el Campeonato de Verano 2013, luego de derrotar al Cartaginés en la tanda de penales. Posteriormente se hizo con los cetros de los torneos de Verano 2015 y Verano 2016, ganando en ambas finales a Alajuelense. El 21 de mayo de 2017, se proclama campeón del Verano tras derrotar en los dos juegos de la final al Deportivo Saprissa. El 1 de noviembre de 2018, Granados conquistó el título de Liga Concacaf venciendo en el resultado global al Motagua de Honduras. El 23 de diciembre ganó el Torneo de Apertura en una nueva final sobre el conjunto saprissista. El 21 de diciembre de 2019, su club ganó el Torneo de Apertura en penales sobre Alajuelense.

## Selección nacional

### Categorías inferiores
El 11 de octubre de 2004, Esteban conformó la Selección Sub-20 dirigida por Carlos Watson, siendo convocado para jugar la eliminatoria centroamericana al premundial. Jugó en la totalidad de los minutos de los cuatro partidos mientras que su equipo logró la clasificación al torneo continental.
El 7 de enero de 2005, Granados se hizo con un puesto en la lista final de Watson en la disputa del Torneo Sub-20 de la Concacaf. El 12 de enero fue la primera fecha en el Home Depot Center contra Panamá, partido en el que Esteban jugó solo el primer tiempo y el marcador terminó empatado 1-1. Dos días después frente a Trinidad y Tobago, entró de cambio al minuto 70' por Windell Gabriel en la victoria por 1-2. El 16 de enero fue relegado a la suplencia en la derrota de 0-2 ante Estados Unidos, lo que significó la eliminación de su escuadra y por lo tanto fuera del Mundial.
El 7 de julio de 2006, el seleccionador Manuel Gerardo Ureña definió el grupo de futbolistas Sub-21 que enfrentarían el torneo de los Juegos Centroamericanos y del Caribe en Cartagena de Indias, donde Granados apareció en la nómina. El 18 de julio quedó en la suplencia frente a Haití, dos días después debutó en la competencia como titular en la victoria 2-1 sobre Jamaica. En cuartos de final participó en la totalidad de los minutos en el triunfo de su escuadra 3-1 ante Panamá, y en la serie de semifinales estuvo por 37 minutos en la pérdida en penales contra Venezuela. El 29 de julio fue suplente en el duelo por el tercer lugar, partido en el cual el cuadro costarricense obtuvo la medalla de bronce sobre Honduras.
El 12 de noviembre de 2007, el entrenador de la Selección Sub-23 de Costa Rica Hernán Medford, dio la lista de los futbolistas convocados para la disputa de la fase eliminatoria al Preolímpico de Concacaf que tendría lugar el año siguiente en la que Granados fue tomado en consideración. El centrocampista se quedó en el banco de suplentes en los partidos del grupo frente a Nicaragua (victoria 9-1) y Guatemala (derrota 2-1). El cuadro costarricense obtuvo el segundo lugar de la tabla y por lo tanto en zona de repesca contra el segundo del grupo A. El 23 de noviembre entró en la segunda convocatoria de Medford. A diferencia de la etapa anterior, Esteban logró participación en los dos juegos de esta serie. Pese a ganar el primer duelo del 30 de noviembre por 0-1 en el Estadio Rod Carew, su nación perdería el 6 de diciembre con el mismo marcador en condición de local, como consecuencia la serie se llevó a penales los cuales le dejaron sin cupo para la competición final.

#### Participaciones en inferiores
| Evento                                    | Sede                    | Resultado    | Posición | Partidos | Goles |
| ----------------------------------------- | ----------------------- | ------------ | -------- | -------- | ----- |
| Torneo Sub-20 de la Concacaf 2005         | Estados Unidos Honduras | Eliminado    | 5/8      | 2        | 0     |
| Juegos Centroamericanos y del Caribe 2006 | Cartagena de Indias     | Tercer lugar | 3/12     | 3        | 0     |

### Selección absoluta
El 14 de enero de 2009, Granados recibió su primera convocatoria a la Selección de Costa Rica dirigida por Rodrigo Kenton, para disputar la Copa de Naciones UNCAF. Debutó como internacional absoluto el 23 de enero por la primera fecha ante Panamá, donde completó la totalidad de los minutos en la victoria por 3-0. El 1 de febrero, su equipo perdió la final contra los panameños en la serie de penales, quedando subcampeón del torneo.
El 18 de junio de 2009, recibió la convocatoria de Kenton para la realización de la Copa de Oro de la Concacaf, competencia en la que tuvo dos participaciones.

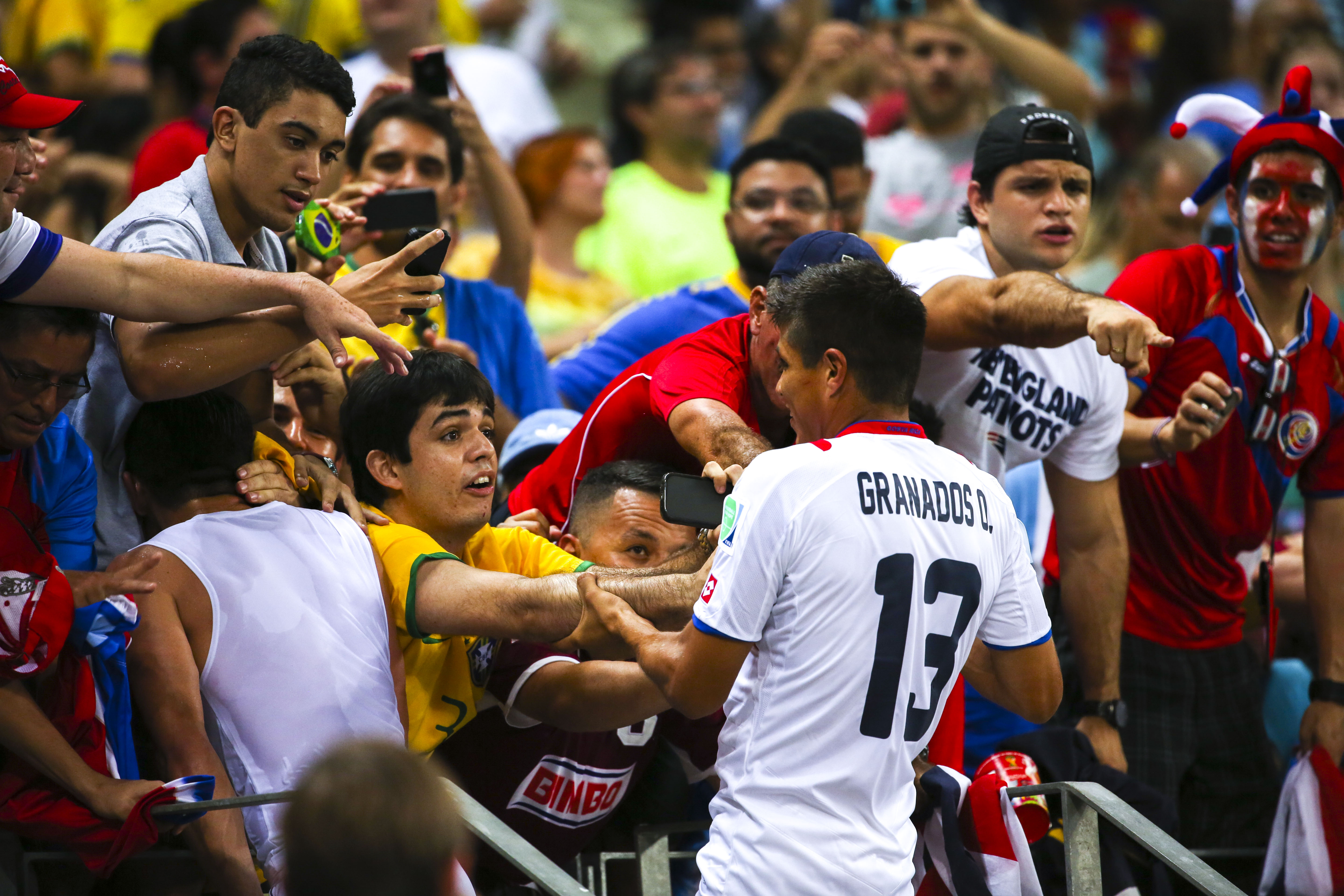
Granados celebrando la victoria de Costa Rica sobre Uruguay en el Mundial 2014.

Posteriormente fue seleccionado por Jorge Luis Pinto en la Copa de Oro de la Concacaf 2013, quedándose en el banquillo en todos los compromisos.
El 12 de mayo de 2014, el entrenador Pinto incluyó a Granados en la convocatoria preliminar con miras a la Copa Mundial de Brasil. Finalmente, fue confirmado en la nómina definitiva de veintitrés jugadores el 30 de mayo. En el certamen máximo, Esteban fue relegado a la suplencia en los juegos de su escuadra, la cual llegó a la instancia de cuartos de final.
El 25 de agosto de 2014, el director técnico Paulo Wanchope incluyó a Granados en su nómina para desarrollar la Copa Centroamericana en Estados Unidos. El centrocampista fue suplente en los dos partidos del grupo contra Nicaragua y Panamá, pero pudo tener acción en los últimos cinco minutos de la final ante Guatemala, serie que ganó su selección para proclamarse campeón.
Fue tomado en cuenta por Óscar Ramírez en la Copa América Centenario, donde quedó en la suplencia en los tres duelos por la fase de grupos, contra Paraguay (0-0), Estados Unidos (pérdida 4-0) y Colombia (victoria 2-3). Su país fue eliminado en esta etapa al quedar en el tercer sitio de la tabla.

#### Participaciones internacionales
| Evento                          | Sede           | Resultado        | Posición | Partidos | Goles |
| ------------------------------- | -------------- | ---------------- | -------- | -------- | ----- |
| Copa de Naciones UNCAF 2009     | Honduras       | Subcampeón       | 2/7      | 1        | 0     |
| Copa de Oro de la Concacaf 2009 | Estados Unidos | Semifinales      | 4/12     | 2        | 0     |
| Copa de Oro de la Concacaf 2013 | Estados Unidos | Cuartos de final | 5/12     | 0        | 0     |
| Copa Mundial de 2014            | Brasil         | Cuartos de final | 8/32     | 0        | 0     |
| Copa Centroamericana 2014       | Estados Unidos | Campeón          | 1/7      | 1        | 0     |
| Copa América Centenario         | Estados Unidos | Fase de grupos   | 10/16    | 0        | 0     |

#### Participaciones en eliminatorias
| Eliminatoria               | Sede      | Resultado   | Posición | Partidos | Goles |
| -------------------------- | --------- | ----------- | -------- | -------- | ----- |
| Clasificación Mundial 2010 | Sudáfrica | Eliminado   | 4.ª      | 1        | 0     |
| Clasificación Mundial 2018 | Rusia     | Clasificado | 2.ª      | 1        | 0     |

## Estadísticas

### Clubes
Actualizado al último partido jugado el 15 de mayo de 2022.
| C. S. Cartaginés Costa Rica |               |               |     |    |    |    |    |     |     |    |
| 1.ª |               |               |     |    |    |    |    |     |     |    |
| 2003-04 | 15            | 1             | —   | —  | —  | —  | 15 | 1   |     |    |
| 2004-05 | 22            | 0             | —   | —  | —  | —  | 22 | 0   |     |    |
| 2005-06 | 21            | 1             | —   | —  | —  | —  | 21 | 1   |     |    |
| 2006-07 | 23            | 0             | —   | —  | —  | —  | 23 | 0   |     |    |
| 2007-08 | 26            | 1             | —   | —  | —  | —  | 26 | 1   |     |    |
| 2008-09 | 19            | 1             | —   | —  | —  | —  | 19 | 1   |     |    |
| 2009-10 | 30            | 4             | —   | —  | —  | —  | 30 | 4   |     |    |
| 2010-11 | 32            | 1             | —   | —  | —  | —  | 32 | 1   |     |    |
| Total club | Total club    | 188           | 9   | —  | —  | —  | —  | 188 | 9   |    |
| Orión F. C. Costa Rica |               |               |     |    |    |    |    |     |     |    |
| 1.ª | 2011          | 15            | 1   | —  | —  | —  | —  | 15  | 1   |    |
| Total club | Total club    | 15            | 1   | —  | —  | —  | —  | 15  | 1   |    |
| C. S. Herediano Costa Rica |               |               |     |    |    |    |    |     |     |    |
| 1.ª |               |               |     |    |    |    |    |     |     |    |
| 2012 | 17            | 0             | —   | —  | —  | —  | 17 | 0   |     |    |
| 2012-13 | 40            | 3             | 0   | 0  | 5  | 0  | 45 | 3   |     |    |
| 2013-14 | 43            | 8             | 0   | 0  | 3  | 0  | 46 | 8   |     |    |
| 2014-15 | 45            | 7             | 1   | 0  | 8  | 1  | 54 | 8   |     |    |
| 2015-16 | 44            | 3             | 7   | 2  | 3  | 0  | 54 | 5   |     |    |
| 2016-17 | 41            | 9             | —   | —  | 3  | 0  | 44 | 9   |     |    |
| 2017-18 | 52            | 3             | —   | —  | 1  | 0  | 53 | 3   |     |    |
| 2018-19 | 31            | 2             | —   | —  | 10 | 1  | 41 | 3   |     |    |
| 2019-20 | 44            | 3             | —   | —  | 1  | 0  | 45 | 3   |     |    |
| 2020-21 | 36            | 1             | 1   | 0  | 0  | 0  | 37 | 1   |     |    |
| 2021-22 | 13            | 0             | —   | —  | —  | —  | 13 | 0   |     |    |
| Total club | Total club    | 406           | 39  | 9  | 2  | 34 | 2  | 449 | 43  |    |
| Total carrera | Total carrera | Total carrera | 609 | 49 | 9  | 2  | 34 | 2   | 652 | 53 |
| (1) Incluye datos de la Supercopa de Costa Rica (2012-20) / Torneo de Copa (2013-15). (2) Incluye datos de la Liga de Campeones de la Concacaf (2011-19) / Liga Concacaf (2018-20). (3) No incluye goles en partidos amistosos. |               |               |     |    |    |    |    |     |     |    |

### Selección de Costa Rica
- Actualizado a fin de su carrera deportiva

| Selección                  | Año   | Eliminatorias | Eliminatorias | Eliminatorias | Continental | Continental | Continental | Mundial | Mundial | Mundial | Amistosos | Amistosos | Amistosos | Total | Total | Total  |
| Selección                  | Año   | Part.         | Goles         | Asist.        | Part.       | Goles       | Asist.      | Part.   | Goles   | Asist.  | Part.     | Goles     | Asist.    | Part. | Goles | Asist. |
| -------------------------- | ----- | ------------- | ------------- | ------------- | ----------- | ----------- | ----------- | ------- | ------- | ------- | --------- | --------- | --------- | ----- | ----- | ------ |
| Absoluta · Costa Rica      |       |               |               |               |             |             |             |         |         |         |           |           |           |       |       |        |
| 2009                       | 1     | 0             | 0             | 3             | 0           | 0           | —           | —       | —       | 2       | 0         | 0         | 6         | 0     | 0     |        |
| 2010                       | —     | —             | —             | —             | —           | —           | —           | —       | —       | 2       | 0         | 0         | 2         | 0     | 0     |        |
| 2013                       | —     | —             | —             | —             | —           | —           | —           | —       | —       | 1       | 0         | 0         | 1         | 0     | 0     |        |
| 2014                       | —     | —             | —             | 1             | 0           | 0           | —           | —       | —       | 2       | 0         | 0         | 3         | 0     | 0     |        |
| 2015                       | 1     | 0             | 0             | —             | —           | —           | —           | —       | —       | 1       | 0         | 0         | 2         | 0     | 0     |        |
| Total                      | Total | 2             | 0             | 0             | 4           | 0           | 0           | 0       | 0       | 0       | 8         | 0         | 0         | 14    | 0     | 0      |
| 1. 2. Fuente:Transfermarkt |       |               |               |               |             |             |             |         |         |         |           |           |           |       |       |        |

## Vida privada
Esteban está casado con Fiorella Alvarado desde 2019. De esta relación nació su hija Dariella.

## Palmarés

### Títulos nacionales
| Título                         | Club           | País       | Año  |
| ------------------------------ | -------------- | ---------- | ---- |
| Primera División de Costa Rica | C. S Herediano | Costa Rica | 2012 |
| Primera División de Costa Rica | C. S Herediano | Costa Rica | 2013 |
| Primera División de Costa Rica | C. S Herediano | Costa Rica | 2015 |
| Primera División de Costa Rica | C. S Herediano | Costa Rica | 2016 |
| Primera División de Costa Rica | C. S Herediano | Costa Rica | 2017 |
| Primera División de Costa Rica | C. S Herediano | Costa Rica | 2018 |
| Primera División de Costa Rica | C. S Herediano | Costa Rica | 2019 |
| Supercopa de Costa Rica        | C. S Herediano | Costa Rica | 2020 |
| Primera División de Costa Rica | C. S Herediano | Costa Rica | 2021 |

### Títulos internacionales
| Título               | Equipo          | Sede           | Año  |
| -------------------- | --------------- | -------------- | ---- |
| Copa Centroamericana | Costa Rica      | Estados Unidos | 2014 |
| Liga Concacaf        | C. S. Herediano | Honduras       | 2018 |

### Distinciones individuales
| Distinción                                                           | Año  |
| -------------------------------------------------------------------- | ---- |
| Jugador activo con más partidos en la Primera División de Costa Rica | 2020 |
| Acción Fair Play de la temporada 2019-20 de UNAFUT                   | 2020 |